# Phoenix (sonde spatiale)
Pour les articles homonymes, voir Phoenix.
Phoenix est une sonde spatiale américaine de la NASA qui se pose le 25 mai 2008 sur le sol de la planète Mars dans la région de Vastitas Borealis près de la calotte polaire Nord. La sonde spatiale, qui n'est pas mobile, doit analyser sur place la composition du sol et de l'atmosphère pour répondre aux questions soulevées par la confirmation de la présence d'eau au niveau de la calotte polaire par l'orbiteur Mars Odyssey de l'agence spatiale américaine. Ses principaux objectifs sont de collecter des données permettant de reconstituer le cycle de l'eau sur Mars, aujourd'hui et par le passé, d'identifier les molécules organiques  et volatiles présents dans le sol (eau et méthane en particulier) afin de déterminer si celui-ci pourrait permettre l'existence de certaines formes de vie et enfin étudier le climat dans cette région polaire de la planète.
Phoenix réutilise en grande partie des composants développés pour les missions annulées à la suite des échecs de Mars Climate Orbiter et Mars Polar Lander. L'engin qui se pose sur le sol de Mars a une masse de 350 kg et dispose de plusieurs instruments (55 kg) comprenant deux petits laboratoires d'analyse chimique alimentés avec des échantillons du sol prélevés par une pelle télécommandée, des microscopes, des caméras et une station météorologique. Phoenix est la première sonde spatiale du programme Mars Scout, rassemblant des missions martiennes à faible coût (420 millions de dollars soit 304 millions d'euros dans le cas de Phoenix) pour répondre rapidement à un objectif scientifique ciblé.
Alors que la durée de sa mission avait été fixée à trois mois, l'engin spatial survit jusqu'au 2 novembre, soit plus de cinq mois. La mission remplit tous les objectifs qui lui étaient assignés. Avec sa pelle mécanique, Phoenix creuse neuf tranchées mettant à découvert une couche de glace d'eau présente à faible profondeur. Le laboratoire embarqué MECA analyse plusieurs échantillons du sol mettant en évidence la présence de carbonates et de perchlorates. Les caméras et un lidar permettent d'observer des chutes de neige à haute altitude et le dépôt de couches de givre.

## Contexte

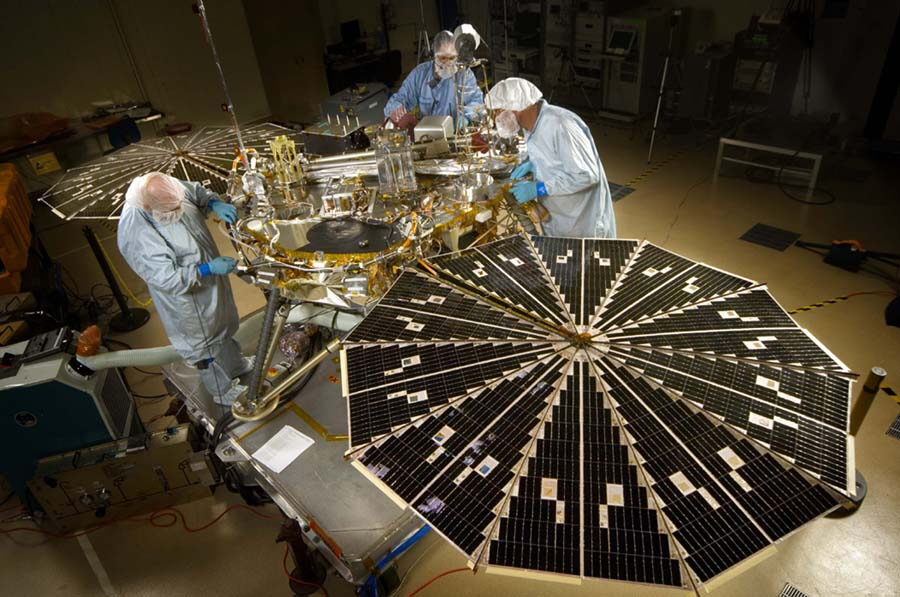
La sonde spatiale Phoenix subit des tests avant son lancement.

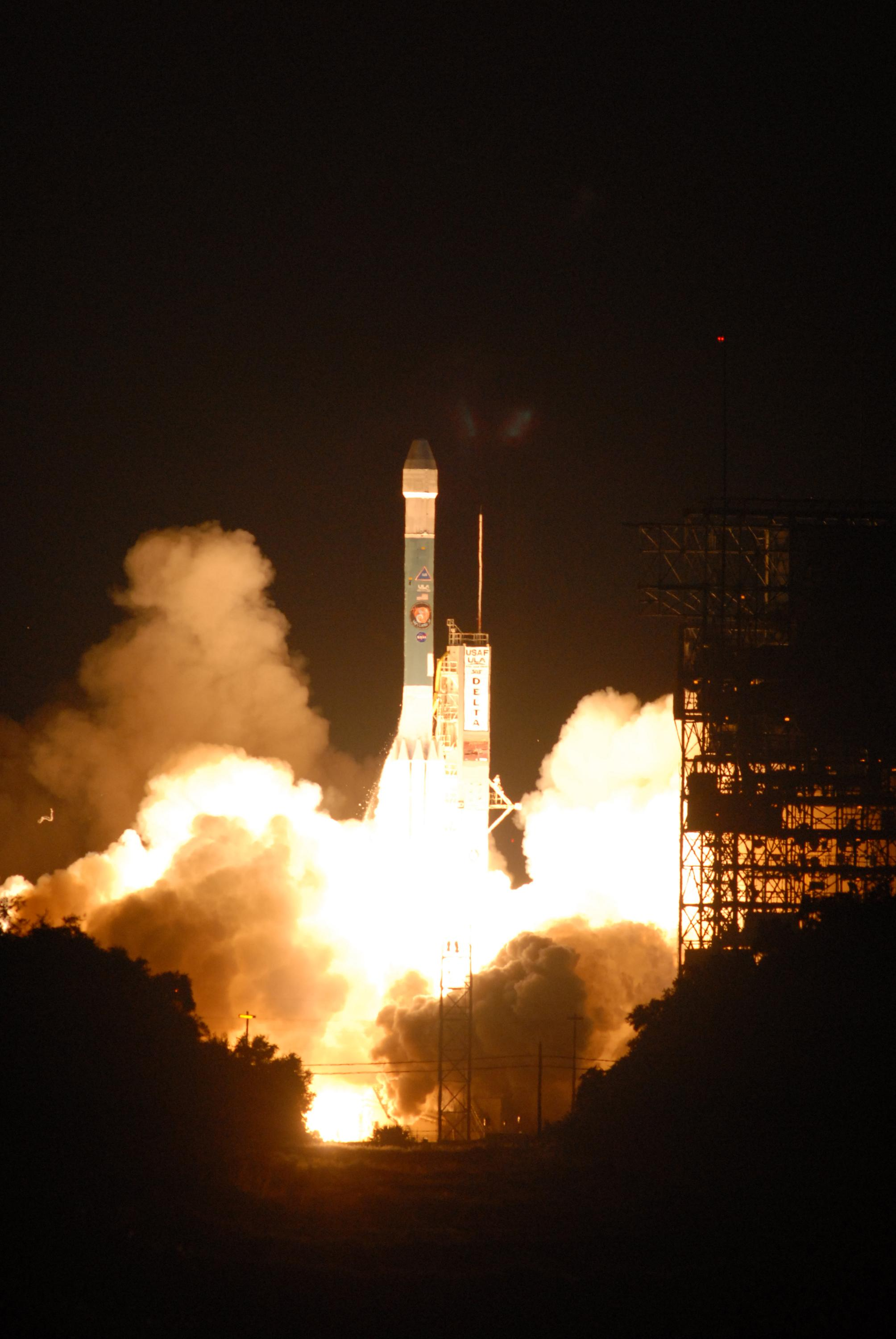
Lancement de la sonde spatiale Phoenix le 4 août 2007.

À la suite de l'échec des missions Mars Climate Orbiter et Mars Polar Lander, la NASA décide de mettre fin à son programme Mars Surveyor et de subdiviser ses missions martiennes en deux sous-ensembles. D'une part des missions au coût non plafonné et d'autre part des missions regroupées dans le programme Mars Scout qui reprennent le concept du  programme Discovery : pour un coût modéré (325 millions US$ initialement), elles doivent être développées rapidement dans le but de répondre à un objectif unique avec une organisation simplifiée placée sous la responsabilité d'un scientifique (Principal investigator, PI). L'appel à propositions pour la première mission, qui doit être lancée en août 2007, est un succès : 24 missions comprenant des atterrisseurs, rovers, planeurs, pénétrateurs... sont présentées par des universités et des centres de recherches. En juin 2001, 10 projets sont sélectionnés puis, en décembre 2002, quatre missions sont retenues comme finalistes ; SCIM, ARES, Marvel et Phoenix. La NASA retient cette dernière dont l'objectif est d'atterrir près du pôle nord de la planète et d'y mener des études sur la composition du sol et de l'atmosphère.
Phoenix reprend plusieurs équipements de la sonde spatiale Mars Surveyor dont le programme avait été annulé en 2001 à la suite de l'échec de la mission Mars Polar Lander (d'où son nom qui fait référence au Phénix, l'oiseau légendaire qui renaît de ses cendres).

## Objectifs scientifiques
Les objectifs de la mission Phoenix s'inscrivent dans les priorités identifiées par l'agence spatiale américaine pour l'exploration de Mars : rechercher de l'eau ou plus précisément  « enquêter sur l'histoire de l'eau liquide qui a pu exister dans l'arctique martien aussi récemment qu'il y a seulement 100 000 ans ». À terme, ce sont les traces d'une vie microbienne qui sont recherchées, objectif mis de côté lors du programme Viking dans les années 1970, qui était d'autant moins adapté à déceler les organismes extrémophiles que ce type d'organisme n'était pas connu à l'époque. De même, à la différence de Pathfinder en 1997, mais aussi de Spirit et Opportunity qui sont toujours en activité en 2008, Phoenix se voit confier une mission d'exobiologie : un bras robotique doit fouiller le pergélisol jusqu'à 50 cm de profondeur, y prélever des échantillons du sol puis les faire analyser par un mini-laboratoire embarqué. L'objectif est de déterminer si de l'eau liquide est présente sur Mars il y a 100 000 ans et si des microbes ont pu s'y développer. Les scientifiques envisagent que des colonies microbiennes particulièrement résistantes puissent toujours exister, « dormantes » dans le sous-sol et attendant de meilleures conditions, comme c'est le cas sur Terre où l'on a retrouvé des bactéries extrémophiles capables de rester en sommeil durant des millions d'années. La découverte de tels organismes ne constitue cependant pas le seul objectif de la mission. L'atterrisseur est également chargé d'étudier la météorologie de la planète en observant l'atmosphère martienne jusqu'à 20 km d'altitude.
La NASA a énoncé 8 objectifs à atteindre pour qualifier la mission de succès complet  :
1. Réussir un atterrissage en douceur dans des conditions garantissant une production d'énergie électrique suffisante ;
2. Réaliser un panorama à 360° en vraies couleurs du site d’atterrissage ;
3. Obtenir des spectres étalonnés de trois emplacements distincts de la surface de Mars comprenant à la fois des roches et du sol ;
4. Effectuer des relevés de température et de pression pendant toute la durée de la mission de manière à déterminer les principales caractéristiques de l'atmosphère ;
5. Fournir des échantillons du sol aux instruments TEGA et MECA prélevés à deux niveaux de profondeur distincts ;
6. Analyser avec TEGA au moins trois échantillons de sol de manière à déterminer la proportion de H2O stockée, y compris sous forme de minéraux hydratés et de glace. Effectuer une analyse d'un échantillon de l'atmosphère avec le spectromètre de masse ;
7. Analyser avec l'instrument MECA trois échantillons de sol pour en déterminer la chimie hydratée. Analyser également trois échantillons à l'aide du microscope ;
8. Fournir le contexte des 8 échantillons analysés avant et après prélèvement en réalisant des photos.

## Sélection du site
Les caractéristiques de la sonde spatiale Phoenix lui permettent d'atterrir dans une région comprise entre les latitudes 35° et 72° Nord. Comme pour les rovers MER, la sélection du site d'atterrissage est réalisée après plusieurs ateliers réunissant scientifiques et ingénieurs destinés à identifier les sites les plus intéressants tout en prenant en compte les contraintes techniques. Quatre régions s'étendant sur 20° en longitude et 7° en latitude ont été présélectionnées mais dès le premier atelier (décembre 2004), la région centrée sur la longitude 130° E est la favorite. La région est plate, comporte peu d'obstacles (rochers) et surtout comporte une bonne couche de sol au-dessus de la glace. À la suite de sa sélection, la région fait l'objet d'une campagne de reconnaissance photographique à l'aide de la caméra à haute définition HiRISE de l'orbiteur MRO qui s'achève en octobre 2006. Les images prises avec une résolution de 30 cm révèlent qu'en fait la région est couverte de rochers qui constituent un risque. En utilisant des images fournies par l'instrument THEMIS de Mars Odyssey pour une première sélection grossière puis HiRISE pour affiner les caractéristiques du terrain, trois zones d'atterrissage sont identifiées en janvier 2007 dont une se détache particulièrement et est retenue .

## Caractéristiques techniques de la sonde spatiale
La sonde spatiale Phoenix reprend plusieurs équipements de Mars Surveyor, mission arrêtée en cours de développement en 2000 après l'échec de Mars Polar Lander, qui s'est écrasée sur Mars en 1999. Phoenix  embarque une série d'instruments, hérités de ces deux engins mais modifiés pour la mission. La sonde spatiale, qui a une masse totale de 670 kg, comprend trois sous-ensembles :
- l'étage de croisière qui prend en charge le transit entre la Terre et Mars et  est largué avant la rentrée dans l'atmosphère de Mars (5 dans le schéma 1)
- le bouclier thermique  qui protègent l'atterrisseur durant la descente vers le sol de Mars et le parachute qui assure une partie du freinage. Ces deux éléments sont largués avant l'atterrissage (1 et 4 dans le schéma 1)
- l'atterrisseur (350 kg) qui est le seul élément à se poser sur Mars et qui emporte les différents instruments scientifiques représentant une masse de  55 kg  ( 3 dans le schéma 1).

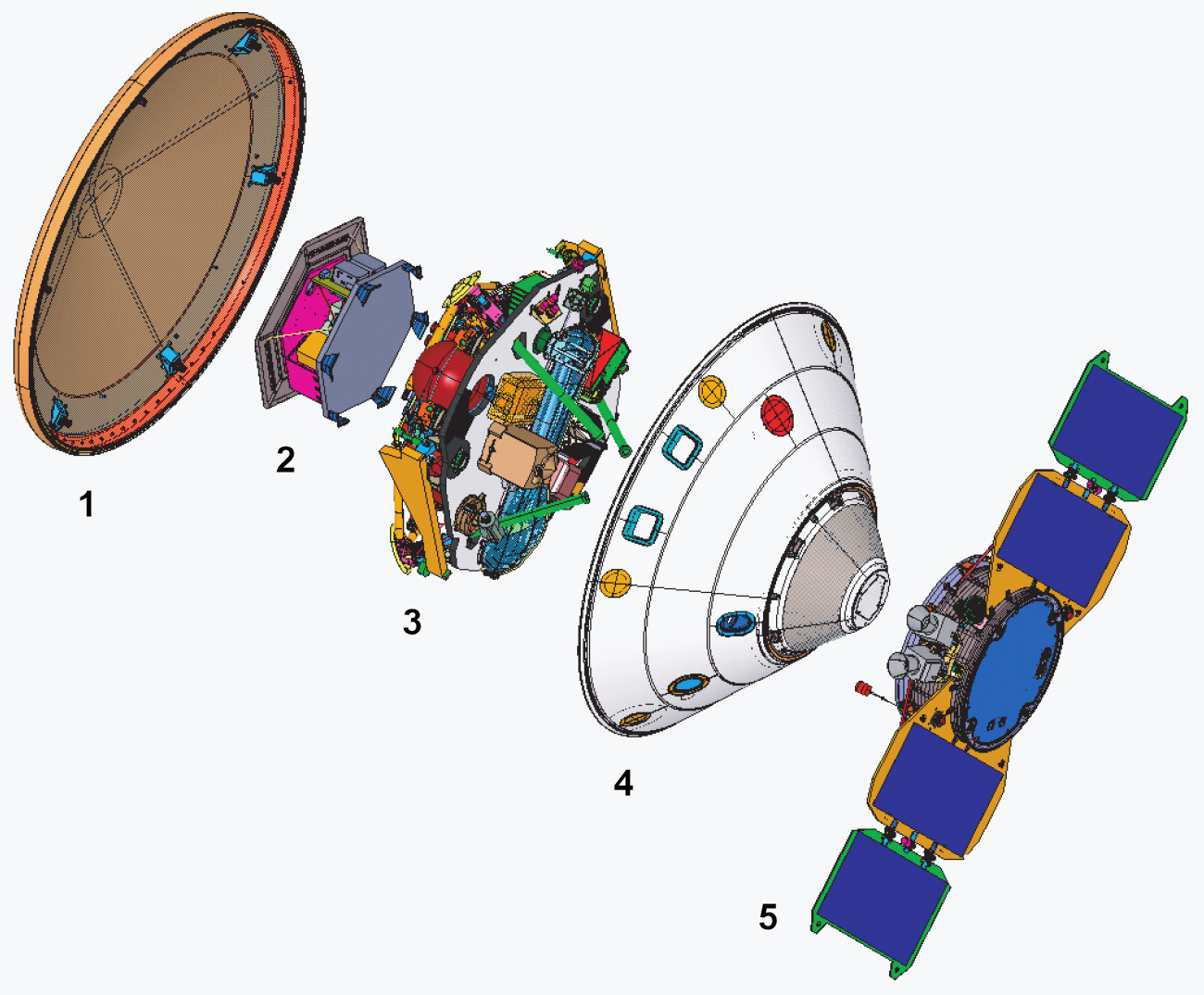
Schéma 1. Composants de la sonde spatiale : 1 = Bouclier thermique avant, 2 = Avionique et radar atterrissage, 3 = Atterrisseur, 4 = Bouclier thermique arrière, 5 = Étage de croisière.

### L'étage de croisière

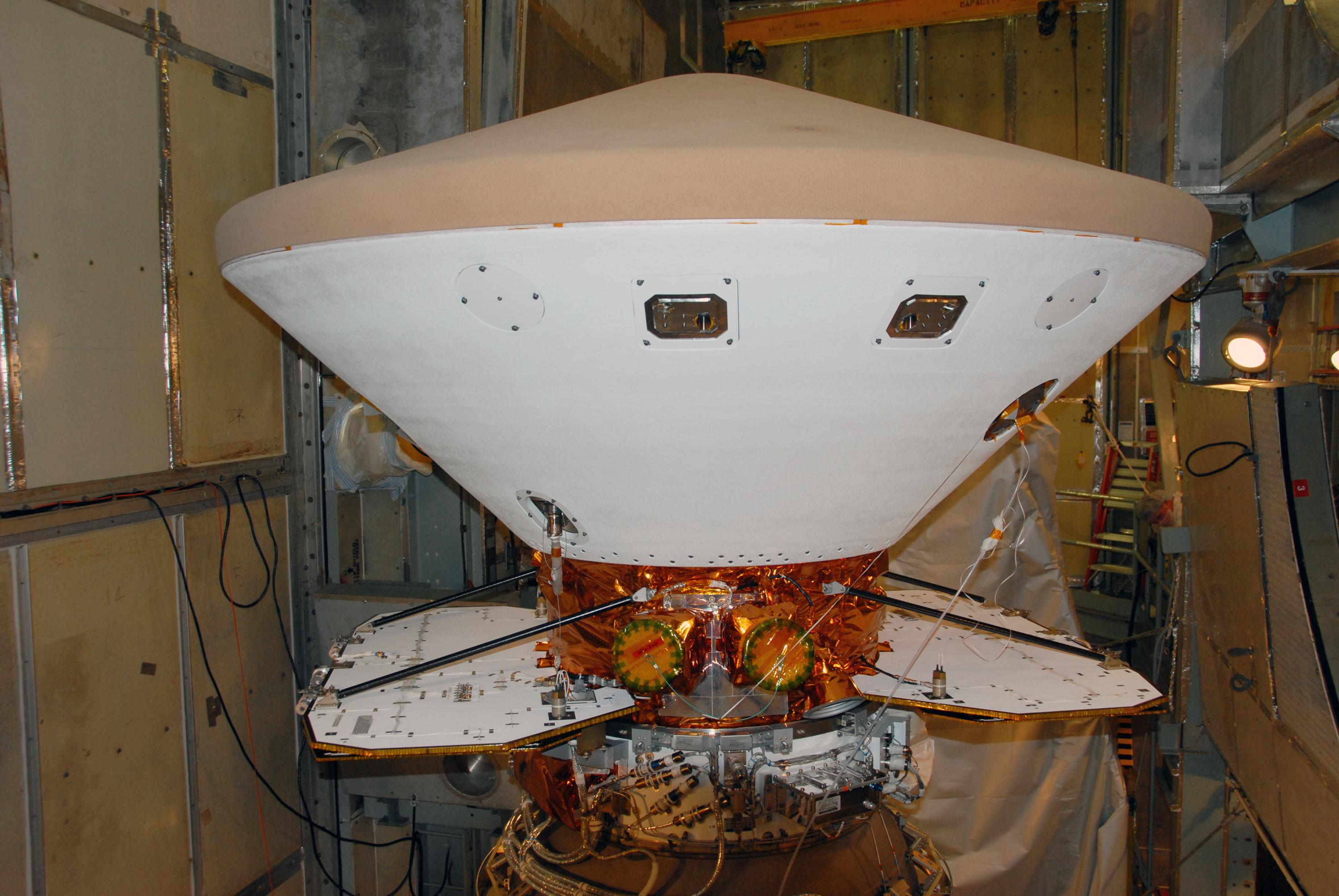
Sur cette photo de Phoenix fixée au sommet de son lanceur on distingue de haut en bas le bouclier thermique avant (brun clair), le bouclier thermique arrière (blanc) et l'étage de croisière en bas avec ses deux panneaux solaires fixés de part et d'autre et les deux cylindres saillant de la partie centrale correspondant aux viseurs d'étoiles.

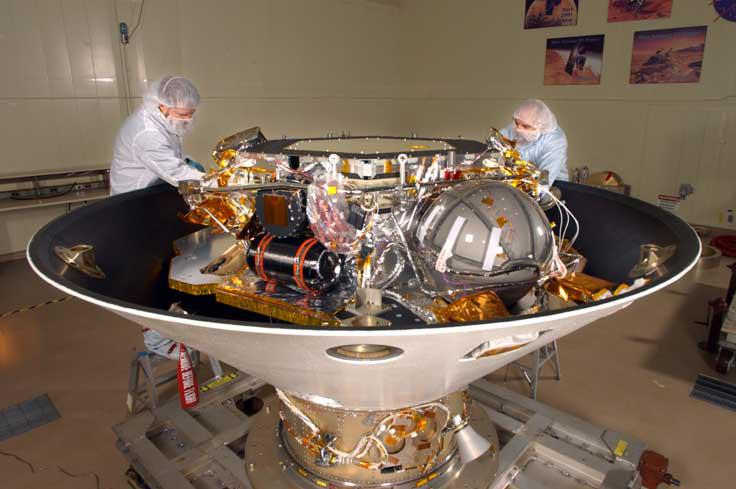
L'atterrisseur en position repliée avec le bouclier thermique arrière.

L'étage de croisière de Phoenix prend en charge le transit entre la Terre et Mars. Il fournit l'énergie nécessaire aux systèmes de vol (ordinateur de bord, moteurs pour les changements de trajectoire, etc.) pendant toute la durée de cette phase. Le cœur de l'étage de croisière est un cylindre court de 95 centimètres de diamètre sur lequel sont fixés deux panneaux solaires de part et d'autre qui portent l'envergure de l'étage de croisière à  3,4 mètres. L'équipement installé comprend des antennes faible et moyen gain, un émetteur radio en bande X, deux capteurs solaires et deux viseurs d'étoiles. Le fonctionnement de l'étage de croisière repose en partie sur des équipements installés dans le bouclier thermique. Ainsi pour corriger sa trajectoire ou modifier son orientation dans l'espace, l'étage de croisière utilise 8 petites moteurs-fusées regroupés par 2 (1 moteur d'une poussée de 4 newtons pour le contrôle d'attitude et 1 moteur de 15,6 newtons pour les corrections de trajectoire) dont les tuyères émergent du bouclier thermique arrière par 4 orifices. De même durant le transit c'est l'ordinateur embarqué de l'atterrisseur qui pilote les opérations. L'étage de croisière est largué sept minutes avant le début de l'entrée dans l'atmosphère martienne. L'étage de croisière à une masse de 82 kilogrammes.

### Le bouclier thermique
Le bouclier thermique assure la protection thermique de l'atterrisseur durant la rentrée atmosphérique lorsque l'étage pénètre à grande vitesse (environ 6 kilomètres par seconde) dans les couches plus épaisses de l'atmosphère martienne et portent la température de la face avant à environ 1 500 °C. Le bouclier thermique est composé de deux éléments, tous deux de forme conique et d'un diamètre de 2,64 mètres : le bouclier avant plus aplati est haut d'environ 60 centimètres et a une masse de 110 kg. C'est lui qui subit l'élévation de température la plus élevée. Le bouclier arrière fait environ 1 mètre de haut et a une masse de 62 kg. Cette coque qui enveloppe l'atterrisseur le protège de la chaleur grâce à un revêtement ablatif de type SLA-561 qui recouvre sa surface en couches plus épaisses sur le bouclier avant plus exposé. Le bouclier  arrière inclut les parachutes qui réduisent la vitesse de descente une fois le bouclier thermique avant largué.

### L'atterrisseur
L'atterrisseur emporte la charge utile de la sonde spatiale et est le seul élément de la sonde spatiale à se poser sur le sol de Mars. Il se présente sous la forme d'une plateforme de 1,5 mètre de diamètre posée sur 3 pieds comportant un système d’absorption de choc. Sa masse est de 410 kg dont 59 kg pour les instruments scientifiques et 67 kg d'ergols. Sa hauteur entre la base de ses pieds et le dessous du corps est de 53 centimètres tandis que le sommet du mat supportant les capteurs météorologiques culmine à 2,2 mètres. Les hauteurs précises peuvent être réduites par l'écrasement des jambes résultant de l'impact de l'atterrissage qui peut atteindre environ 25 centimètres. L'envergure de l'atterrisseur une fois les panneaux solaires déployés est de 5,5 mètres. Les deux panneaux solaires en forme de décagones réguliers de 1,8 mètre de diamètre ont une superficie de 4,2 m²,. Ils alimentent deux batteries lithium-ion d'une capacité unitaire de 25 ampères-heures,.
Les équipements installés sur le plateau supérieur comprennent un antenne UHF hélicoïdale pour transmettre des données aux orbiteurs martiens qui les relaient vers la Terre. Le  débit est de 128 kilobits par seconde sur la liaison montante (envoi de données et de télémesures) et de 8 ou 32  kilobits pour la réception de commandes). Deux antennes moyen gain en bande X sont utilisées pour communiquer directement avec la Terre avec un débit de 2 kilobits par seconde (liaison montante et descendante). L'avionique est enfermée dans une enceinte isolée thermiquement située sous le plateau. Elle comprend notamment l'ordinateur embarqué qui contrôle les opérations durant l'ensemble de la mission dont le transit vers Mars et la descente sur le sol martien. Cet équipement qui existe à deux exemplaires  repose sur un microprocesseur RAD6000 version radiodurcie du PowerPC cadencée à 5, 10 ou 20 mégahertz. Les données scientifiques sont stockées dans une mémoire de masse de type mémoire flash et d'une mémoire vive d'une capacité de 74 mégaoctets. Un vidéodisque fixée sur le plateau supérieur contient les noms de plus de 250 000 personnes de 70 pays et contient des œuvres littéraires associées à Mars dont celles de Percival Lowell, H.G. Wells, Isaac Asimov, Ray Bradbury et de nombreux autres écrivains.

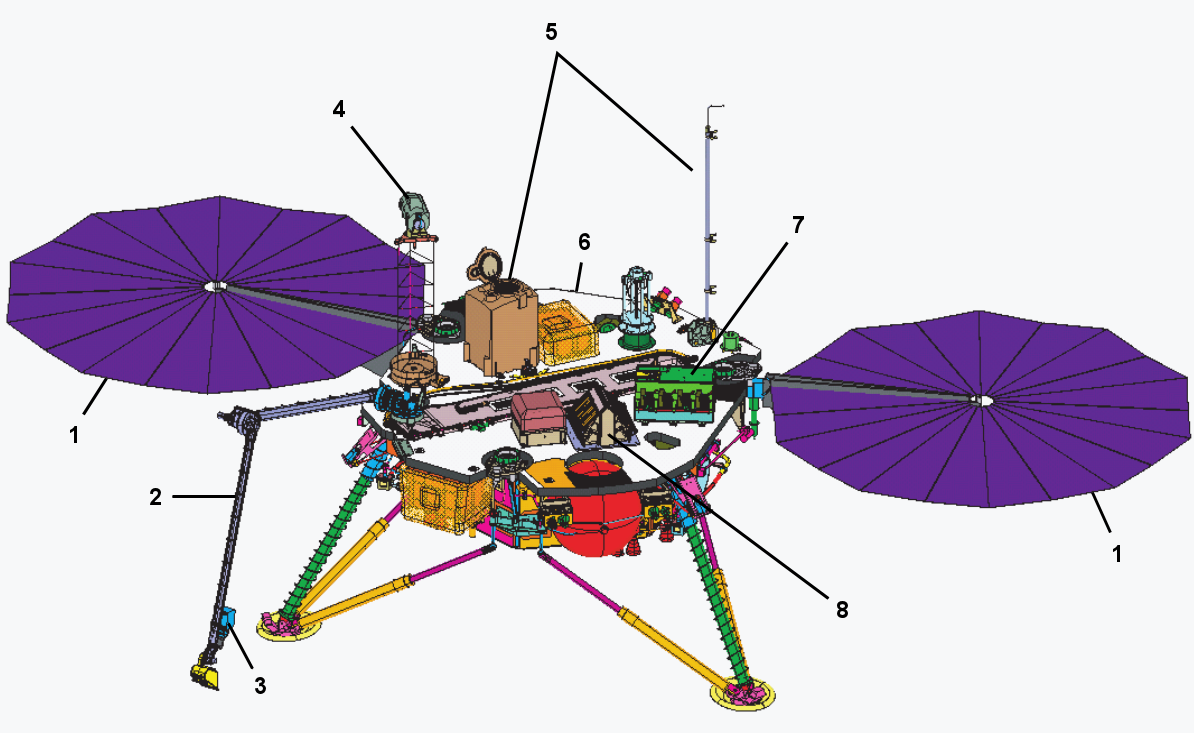
Atterrisseur : 1 = Panneau solaire, 2 = Bras télécommandé, 3 = Caméra du bras, 4 = Caméra SSI, 5 = Station météorologique MET, 6 = Caméra de descente MARDI, 7 = Laboratoire MECA, 8 = Analyseur de gaz TEGA.

### Les instruments scientifiques

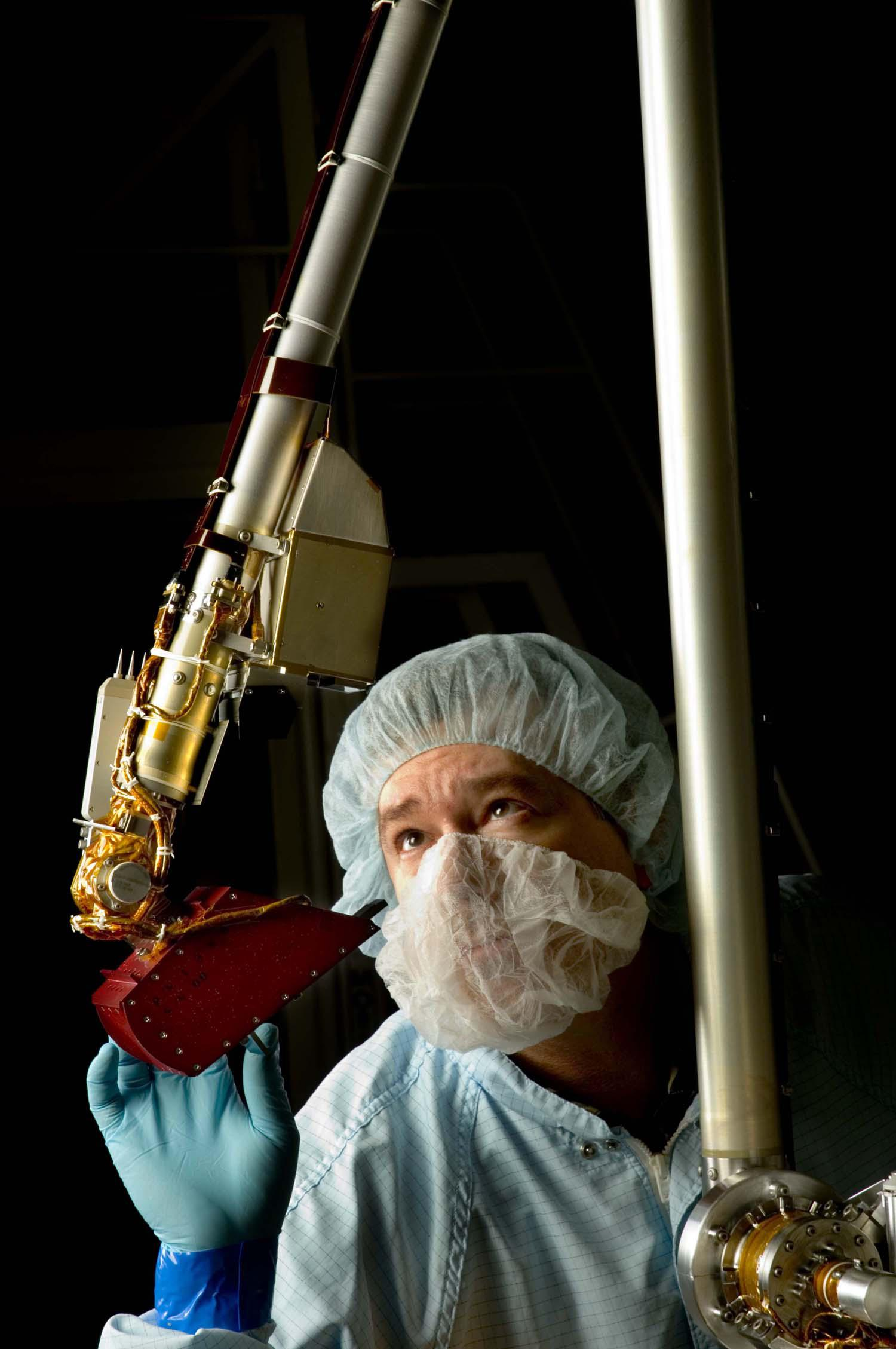
Bras robotisé de la sonde Phoenix.

D'une masse totale de 55 kilogrammes, les instruments de Phoenix sont les plus avancés jamais posés sur Mars, notamment un petit four où les échantillons sont chauffés de façon à déterminer l'évolution de leurs caractéristiques en fonction de la température.

#### Le bras robotisé RA
Le bras robotisé RA (en anglais Robotic Arm) est fournie par le Jet Propulsion Laboratory. Construit en alliage de titane et d'aluminium et long de 2,35 mètres, le bras robotique permet à Phoenix de creuser dans le sol jusqu'à 50 centimètres de profondeur au moyen d'une petite pelle fixée à son extrémité, d'y récolter des échantillons et de les transférer vers d'autres instruments en vue d'être analysés. Il dispose de quatre degrés de liberté et peut exercer une force de 80 newtons.

##### La caméra du bras robotisé RAC

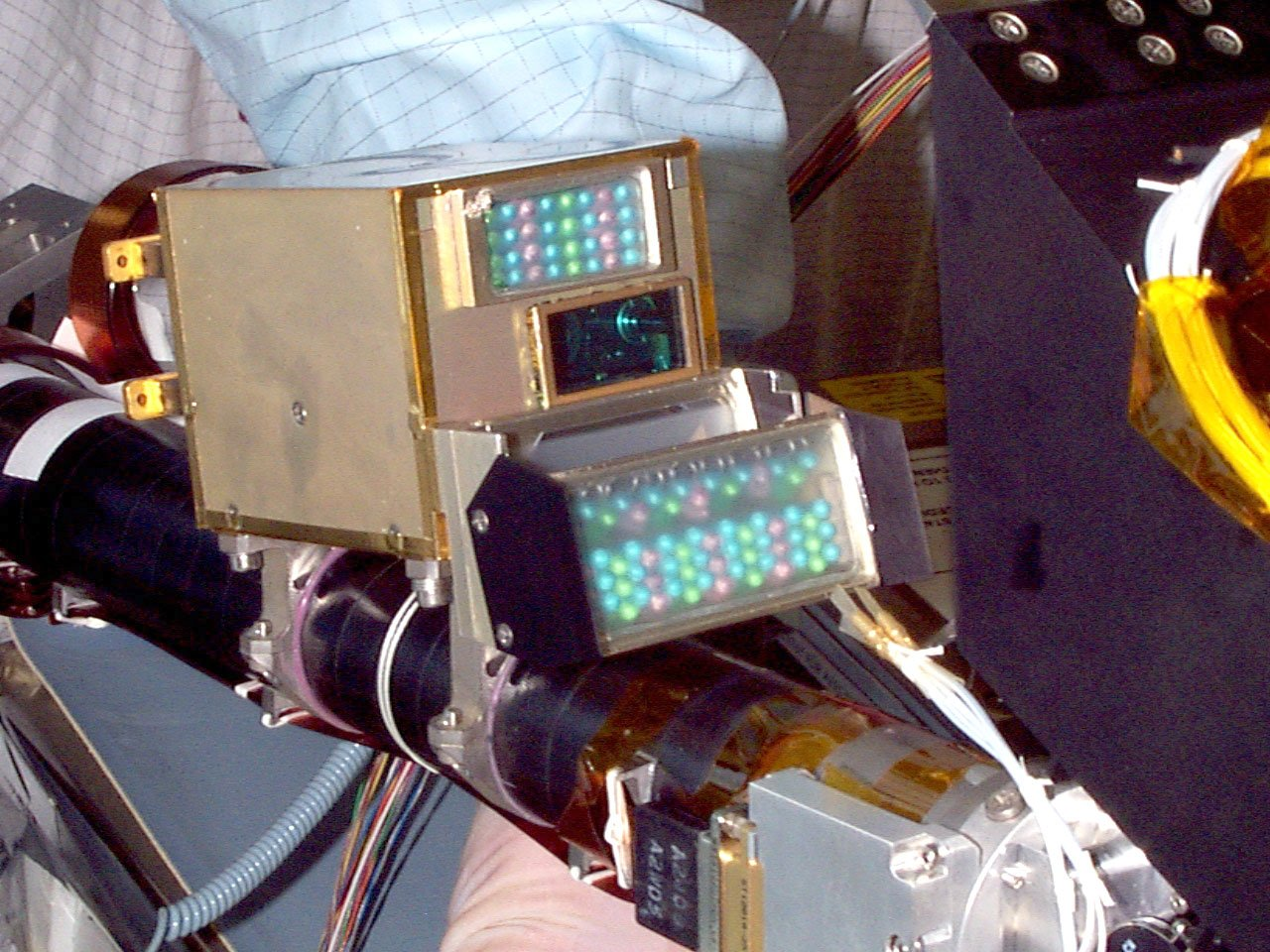
Caméra RAC installée sur le bras robotisé.

La caméra du bras robotisé RAC (Robotic Arm Camera) est fournie  par l'Université de l'Arizona et l'Institut Max Planck. Montée à l'extrémité du bras elle comprend une multitude de petites LED de couleurs permettant de prendre des images avec un éclairage rouge, bleu ou vert. La lentille était protégée de la poussière par un cache transparent amovible. Cette caméra a réalisé des images des échantillons collectées par la pelle à partir du sol. Elle n'a finalement pas réalisé d'image des parois des tranchées creusées par le bras, ni pu être déplacée à proximité de roches voisines pour examiner leur texture.

#### L'imageur stéréo SSI

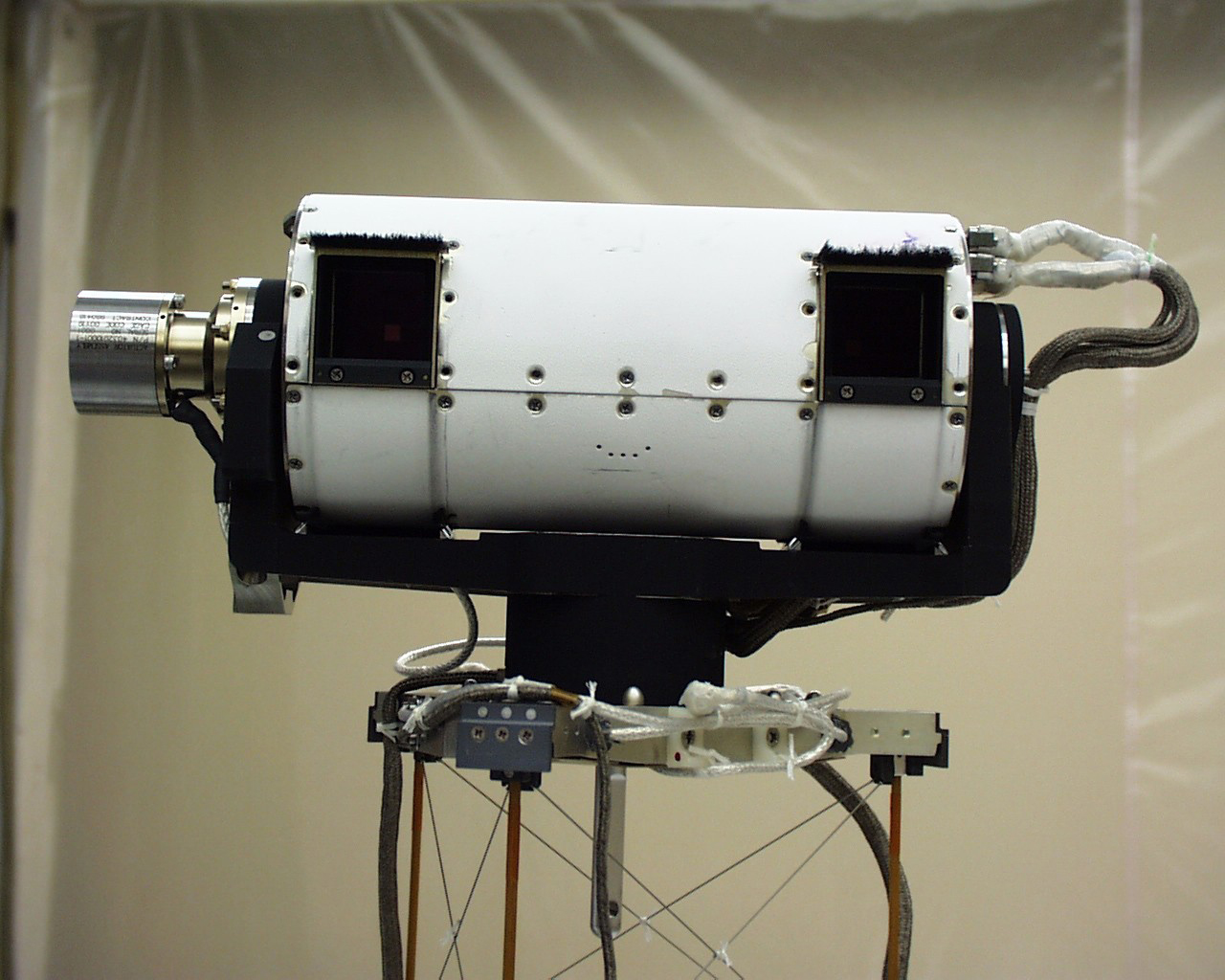
La caméra SSI.

L'imageur stéréo SSI (en anglais Surface Stereo Imager) constitue les yeux de l'atterrisseur. Il dérive d'un instrument emporté par les sondes Mars Pathfinder et Mars Polar Lander, mais il a été amélioré grâce à des capteurs haute résolution similaires à ceux des astromobiles américains Spirit et Opportunity, la caméra SSI a pu prendre des images stéréoscopiques en couleurs du site d'atterrissage, pratiquement à hauteur d'homme (2 mètres au-dessus de la surface martienne). L'Instrument est réalisé par l'Université de l'Arizona.
Des roues à filtres permettent à la caméra d'observer dans 12 longueurs d'onde différentes (du violet au proche infrarouge) le sol, le ciel et le soleil. Les panoramas réalisés ont permis de caractériser la géologie du site d'atterrissage, d'identifier les minéraux des roches et du sol, et de réaliser des cartes permettant de définir les déplacements du bras robotique. En se tournant vers le ciel, la caméra a pu étudier les nuages constitués de cristaux de glace d'eau ainsi que la poussière en suspension dans l'atmosphère martienne (en jaugeant l'atténuation de la lumière du soleil par les particules de poussière).

#### L'analyseur de gaz TEGA

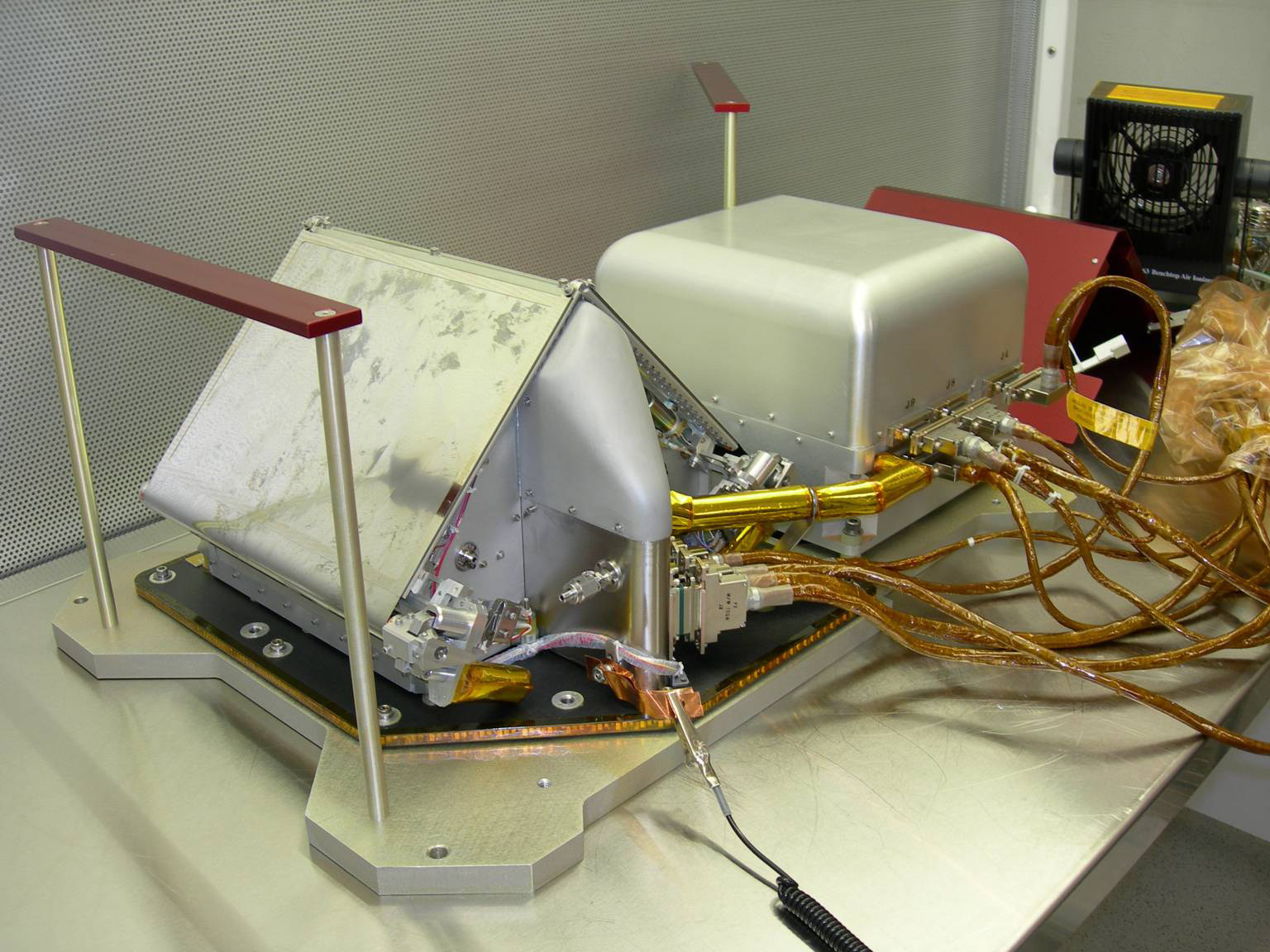
L'analyseur de gaz TEGA.

L'analyseur de gaz TEGA (en anglais Thermal and Evolved Gas Analyzer) est un instrument fourni par l'université de l'Arizona et par l’université du Texas. Il comprend des petits fours et un spectromètre de masse. Cet instrument permet d'analyser les échantillons de sol et de glace collectés par le bras robotique. Le TEGA de Phoenix a des caractéristiques proches de l'appareil du même nom embarqué sur la sonde Mars Polar Lander, et est le premier instrument à rechercher de composés organiques dans le sol martien depuis les sondes Viking en 1976.
Pour analyser un échantillon de sol le bras robotique  creuse une petite tranchée de quelques centimètres dans le sol dans laquelle un échantillon de sol est prélevé. Celui-ci est photographié par la caméra du bras robotique puis déposé dans l'un des 8 fours du TEGA (leur taille est approximativement celle d'une petite cartouche d'encre). Une diode LED permet de  confirmer qu'un échantillon de sol a bien été déposé. L'échantillon est alors porté à très haute température (environ 1 000 °C) de manière progressive. Bien qu'alimenté uniquement par des panneaux solaires, le TEGA peut atteindre une telle température, car la masse de l'échantillon à chauffer était très faible (100 milligrammes environ). Lors du chauffage progressif, l'échantillon libère de l'eau et du CO2, ainsi que diverses substances volatiles emprisonnées dans les différents minéraux qu'il contient. L'identification des substances volatiles est effectué grâce à un spectromètre de masse très sensible qui peut mesurer précisément la masse (et donc la nature) ainsi que la concentration des substances libérées au cours du chauffage. Une fois utilisé, un four ne peut plus servir. TEGA joue également le rôle d'un calorimètre, étant donné que l'énergie à fournir pour porter les fours à une certaine température est contrôlée. En tout et pour tout, TEGA doit analyser 8 échantillons de sol.

#### La caméra de descente MarDI

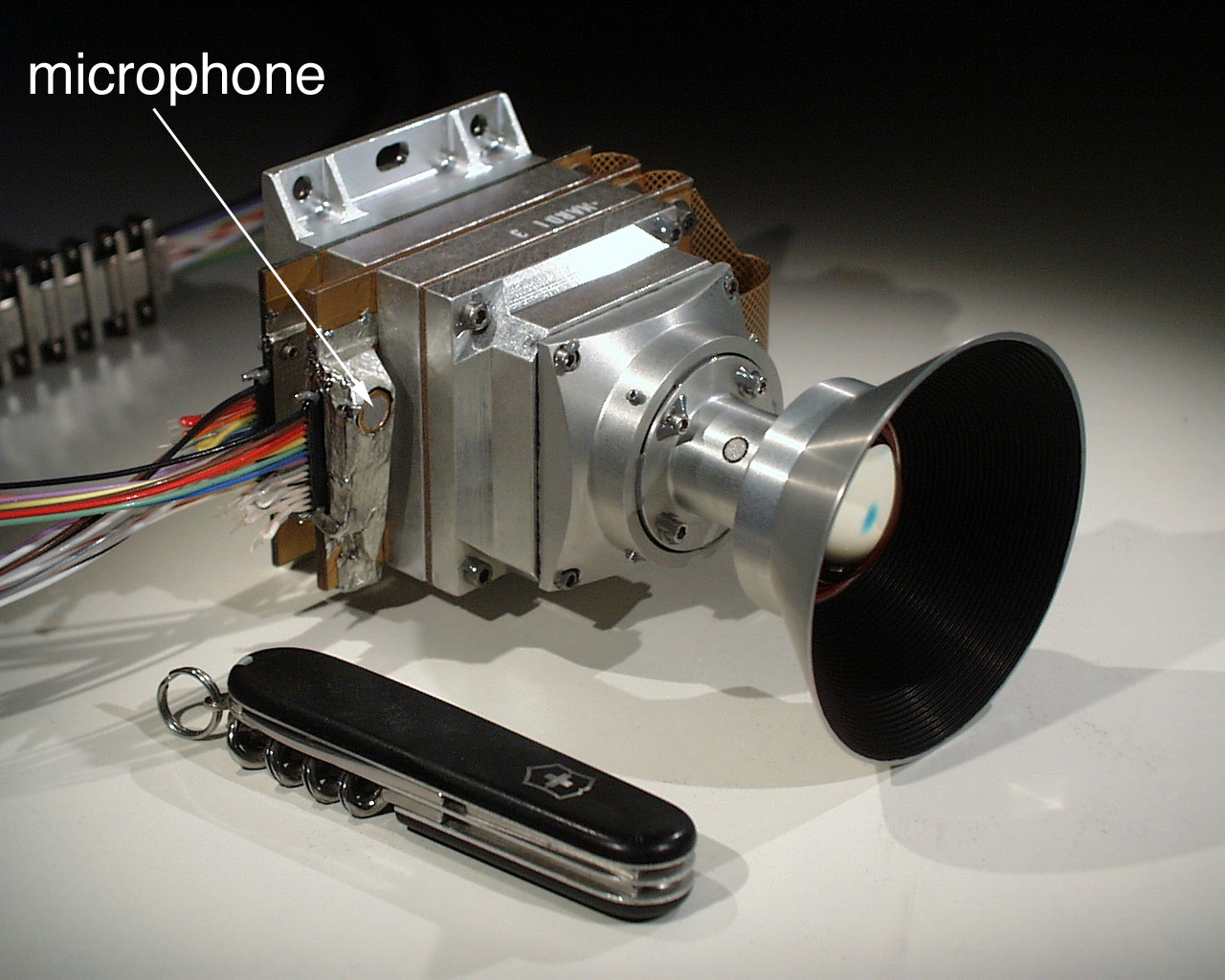
La caméra de descente MarDI.

La caméra de descente MarDI (en anglais Mars Descent Imager), développée par la société californienne par Malin Space Science Systems doit réaliser des images grand angle et en couleurs du site d'atterrissage lors de la descente vers la surface martienne, un peu comme la caméra DIMES des astromobiles Spirit et Opportunity. MARDI devait entrer en fonctionnement juste après l'éjection du bouclier thermique et prendre 20 images de la région située en dessous d'elle. Grâce à ces données, les scientifiques devaient être à même de caractériser géologiquement le site d'atterrissage et de construire un modèle numérique en 3D de l'endroit où Phoenix allait travailler. Malheureusement, une erreur de programmation a forcé les ingénieurs de la NASA à déprogrammer la caméra. Aucun cliché ne fut donc pris durant la descente.

#### L'analyseur microscopique et électrochimique MECA
L'analyseur microscopique et électrochimique MECA (en anglais Microscopy, Electrochemistry, and Conductivity Analyzer) est un Instrument réalisé par le Jet Propulsion Laboratory, l'Université de Neuchâtel et l'Université de l'Arizona. L'expérience MECA est un petit laboratoire destiné à analyser de nombreuses propriétés du sol martien. Elle comprend trois instruments :
- un petit laboratoire humide qui  mesure de nombreuses propriétés du sol, comme le pH, le potentiel d'oxydo-réduction, la salinité (magnésium, sodium, chlore, brome et sulfates), l'acidité ou l'alcalinité, ou encore les concentrations en oxygène et dioxyde de carbone.

Le laboratoire comprenait quatre petits béchers où avaient lieu les mesures. Après qu'un échantillon de sol était collecté par le bras robotique et déversé dans le bécher, ce dernier était mélangé à une solution, puis agité, et ce durant une journée environ. Des électrodes mesuraient la présence et la concentration de différents solutés. L'expérience se terminait avec l'ajout de deux pastilles réactives. La première pastille libérait de l'acide pour détecter d'éventuels carbonates et mesurer des espèces uniquement solubles en milieu acide. La seconde pastille devait permettre de détecter des sulfates et des molécules oxydantes ;
- le second instrument est un ensemble de deux microscopes qui étudient les particules de sol à différents grossissements ;
  - le premier microscope, un microscope optique comme il en existe dans toutes les salles de TP, possédait une résolution de 4 microns par pixel. Des diodes électroluminescentes colorées (rouge, verte, bleue et ultraviolet) éclairaient les échantillons, ce qui permettait de faire ressortir les différents constituants du sol (particules minérales, glace d'eau, etc.) ;
  - le second microscope était plus impressionnant que le premier : c'était un microscope à force atomique. Contrairement aux microscopes optiques ou électroniques, un microscope à force atomique n'étudie pas la matière en la voyant, mais plutôt en la touchant. Le principe d'un microscope à force atomique est assez simple : l'appareil utilise un capteur extrêmement petit (que les spécialistes appellent des pointes) pour sentir la surface d'un échantillon et en construire une représentation en 3D très précise. Baptisé FAMARS, ce microscope à force atomique devait permettre d'étudier le sol à l'échelle nanométrique, et devait observer des particules aussi petites que 10 nm. L'instrument comportait huit petites pointes attachées à des leviers très flexibles. Si un capteur était contaminé ou endommagé durant la mesure, un autre pouvait prendre sa place. Lorsque les huit capteurs étaient utilisés, le microscope à force atomique ne pouvait plus fonctionner. FAMARS fut le premier microscope à force atomique jamais envoyé sur Mars.

Le laboratoire chimique MECA
Schéma de fonctionnement d'un des laboratoires humides LWC.
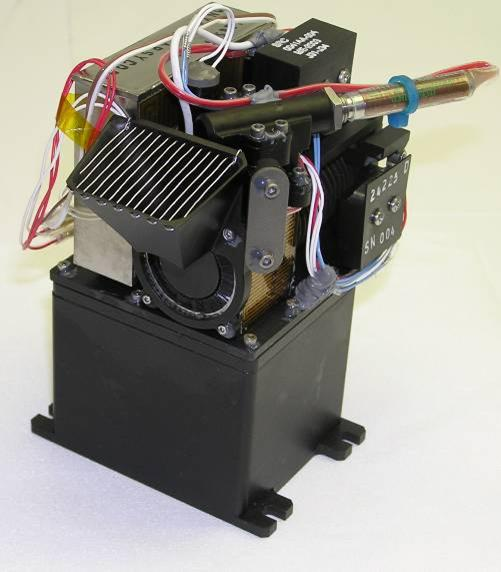
Photo d'un des WLC.
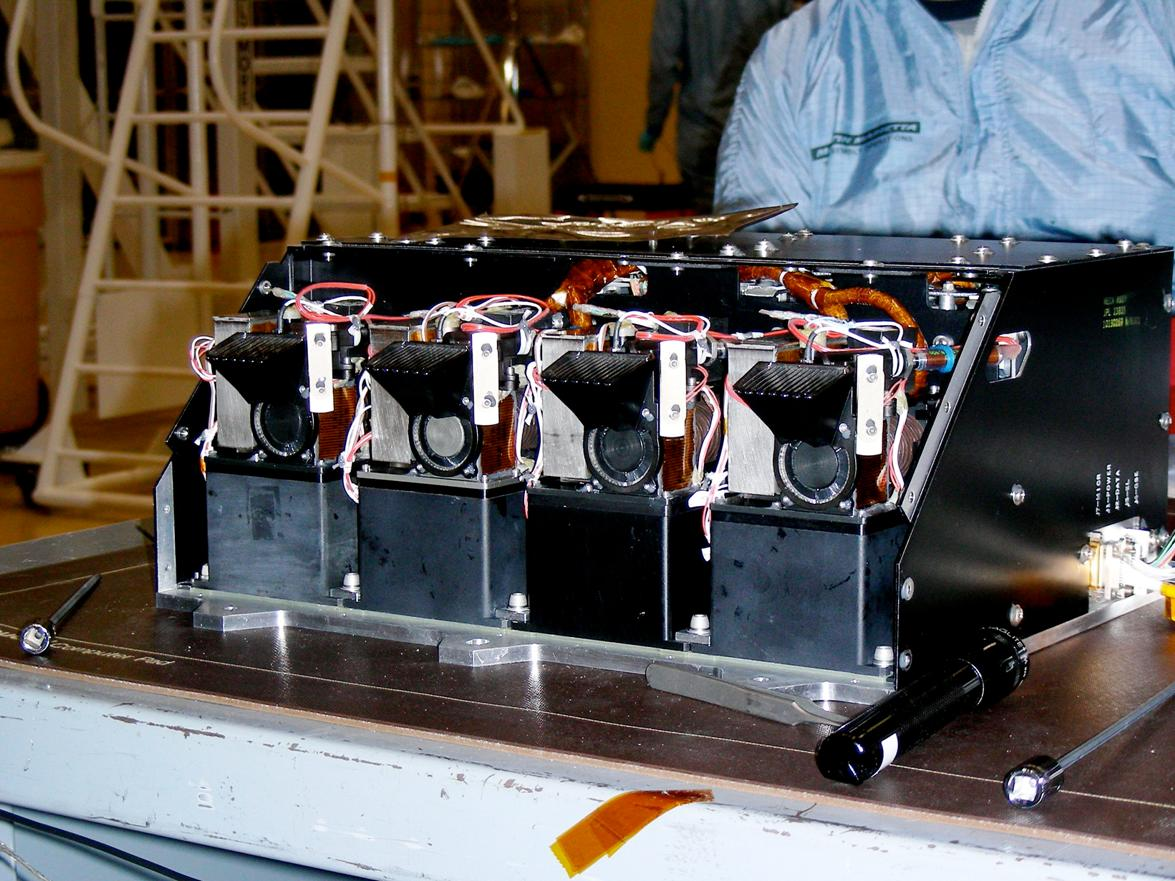
Les quatre WLC.

Avant d'être examinés par les microscopes optiques et à force atomique, les échantillons collectés par le bras robotique sont déposés sur un porte-échantillon aux caractéristiques particulières : une roue mobile portant 69 supports différents, depuis des aimants jusqu'à des plaques collantes, des plaquettes pour déterminer la dureté, des fragments de textiles et de métaux, etc. Ce système permettait de générer différentes interactions entre les particules de sol et les substrats ;
- le dernier instrument du package MECA est une sonde permettant d'étudier la conductivité thermique et électrique du sol. Celle-ci était fixée sur la pelle du bras robotique et était enfoncée dans la tranchée creusée par le bras robotique.

L'expérimentation MECA était auparavant montée sur la sonde Mars Surveyor 2001. L'un des objectifs de cette mission était de préparer la venue de l'homme sur Mars, en déterminant les dangers potentiels de la surface martienne. Le package MECA devait notamment servir à caractériser la poussière, identifier les interactions indésirables avec les hommes et les systèmes électroniques (adhésion, abrasion, corrosion, toxicité, obstruction, radiations, courts-circuits) et permettre le design des systèmes d'habitations et des combinaisons spatiales pour les sorties extravéhiculaires (EVA). Il n'est pas certain que ces objectifs, décrits en détail ici, soient encore d'actualité, et ce malgré le projet d'exploration spatiale du président George Bush visant un retour sur la Lune et une exploration humaine de la planète rouge. Le seul objectif lié aux missions habitées semble être l'étude de la teneur en eau du sol par spectrométrie à neutrons qui pourrait alors être extraite et utilisée par l'équipage.

#### La station météorologique MET

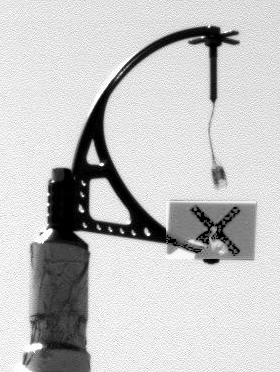
Penon de mesure du vent de la station météorologique MET photographiée 2 jours après l'atterrissage.

La station météorologique MET (Meteorological Station) est un instrument fourni par l'Agence spatiale canadienne. Elle  comprend des capteurs de pression et de température ainsi qu'un lidar, instrument similaire à un radar mais utilisant des brèves émissions de lumière laser en lieu et place des impulsions d'ondes radio. Phoenix est la première station météorologique installée dans la région polaire nord de Mars. La majorité des capteurs de température sont montés sur un mât de 1,2 mètre de hauteur. Les capteurs de pression étaient quant à eux logés à l'intérieur de l'atterrisseur. Le système météorologique recueillit également les données provenant des thermocouples rivetés sur le bras robotique. Le lidar se trouvait au-dessus du corps de l'atterrisseur et a servi à étudier les aérosols atmosphériques ainsi que les nuages de glace. Son fonctionnement est un peu similaire à celui du radar. Il émet des impulsions d'énergie et détecte leur écho lorsqu'elles sont réfléchies par différents obstacles. Contrairement au radar, le Lidar n'émet pas d'ondes radio, mais des impulsions de lumière laser (2 500 impulsions de lumière par seconde dans le proche infrarouge). Une diode laser envoya des flashs lumineux dont le retour fut chronométré de manière à localiser et à caractériser les nuages de glace et la poussière dans l'atmosphère martienne sur une courte distance (2  à   3 kilomètres). L'objectif principal de cet instrument était de déterminer la quantité de poussière en suspension dans l'atmosphère au-dessus du site d'atterrissage.

## Déroulement de la mission

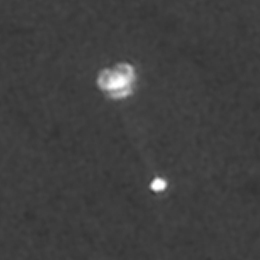
Phoenix photographié par Mars Reconnaissance Orbiter alors qu'il descend vers le sol martien suspendu sous son parachute.

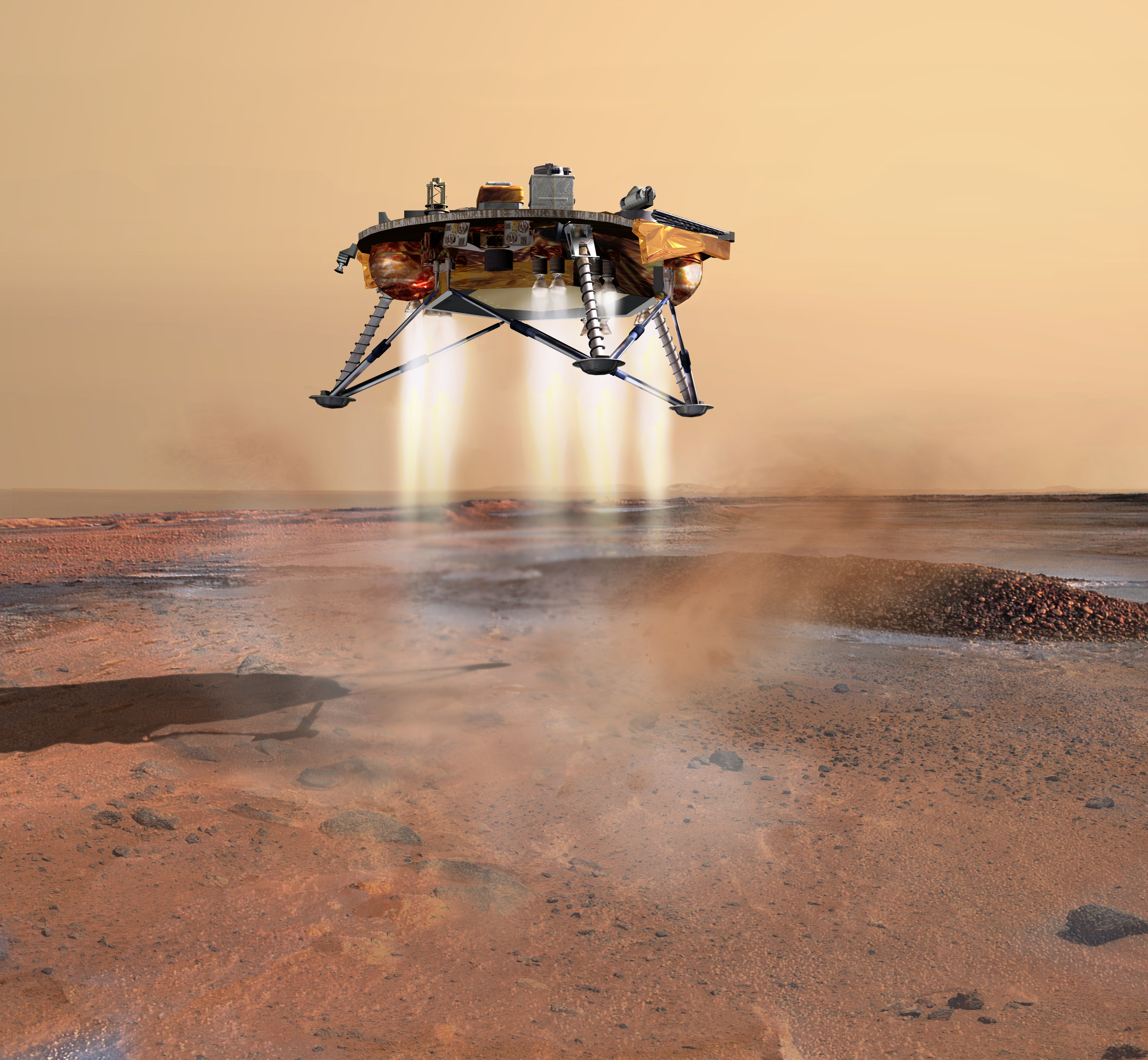
Atterrissage de la sonde Phoenix (vue d'artiste).

### Lancement et transit vers Mars (août 2007 - mai 2008)
La fenêtre de lancement s'étend sur 22 jours entre les 3 et 24 août 2007. Le 4 août à 9 h 26 min 34 s UTC, Phoenix décolle de Cap Canaveral à bord d'une fusée Delta II 7925. La sonde spatiale est placée sur une trajectoire très précise et la manœuvre de correction exécutée le 10 août ne nécessite un delta-V que de 18 m/s. Le 10 avril 2008, les propulseurs de la sonde spatiale sont utilisés durant 35 secondes afin de corriger sa trajectoire de manière que l'atterrissage ait lieu dans une zone baptisée Green Valley. Celle-ci a été choisie parce qu'elle comporte la plus forte concentration d'eau en dehors des calottes polaires.

### Atterrissage sur Mars (25 mai 2008)
Les orbites de Mars Odyssey, Mars Reconnaissance Orbiter et Mars Express ont été modifiées pour que ces sondes spatiales puissent observer Phoenix durant sa rentrée dans l'atmosphère de Mars et son atterrissage. En cas d'échec de la mission, la présence de ces trois orbiteurs doit permettre à la NASA de récupérer suffisamment de données pour comprendre ce qui s'est passé et si l’atterrissage se déroule bien, les mesures effectuées doivent permettre d'optimiser cette phase pour les futures sondes spatiales. MRO parvient à photographier Phoenix suspendue sous son parachute. C'est la première fois qu'un engin spatial parvient à en photographier un autre durant sa descente vers le sol.
Après un voyage de 10 mois et de 679 millions de kilomètres, l'engin spatial arrive aux abords de Mars le 25 mai 2008. La phase d'atterrissage débute lorsque la sonde spatiale pénètre dans les couches supérieures de l'atmosphère, à environ 125 kilomètres d'altitude à une vitesse de 5,8 km par seconde (21 000 km/h). La descente dure environ 7 minutes. La sonde spatiale décélère, fortement protégée par son bouclier thermique de la chaleur générée par le frottement. Le parachute est ouvert avec un retard inexpliqué de 7 secondes tandis que le bouclier thermique, devenu inutile, est largué. Peu après, Phoenix active son radar altimétrique pour assurer la phase finale de sa descente. Tout comme Viking 1 et Viking 2 (en 1976) mais contrairement à Mars Pathfinder (en 1997) et aux rovers Spirit et Opportunity (en 2004), Phoenix n'utilise pas d'airbags pour atterrir mais des rétrofusées. À 900 mètres de la surface, elle largue son parachute puis entame une chute libre qu'elle freine en utilisant ses douze rétrofusées, réduisant ainsi sa vitesse finale à 2,4 m/s.
L'atterrissage a lieu à 23h 38 UTC. Phoenix est le sixième engin spatial à se poser en douceur sur le sol martien. La sonde spatiale s'est posée comme prévu dans la région de Vastitas Borealis près de la calotte polaire Nord  (68° de latitude nord et 233° de longitude est) où de vastes stocks de glace ont été détectés sous la surface par les sondes orbitales. Il s'agit d'une plaine totalement dépourvue de blocs rocheux et dont la température avoisine les −100 °C. L'inclinaison de la sonde spatiale par rapport à l'horizontale n'est que de 7 degrés. Phoenix s'est posée à environ 25 km du centre de la zone d'atterrissage prévue. Le signal radio confirmant l'atterrissage est reçu sur Terre à 23h 53 UTC, après un délai de transmission de 15 minutes.
| Mars 3 Viking 1 Viking 2 Mars Pathfinder Spirit Opportunity Phoenix Curiosity Perseverance Beagle 2 Schiaparelli InSight Mars 6 Mars 2 |

Position de Phoenix par rapport aux autres sondes spatiales ayant atterri sur Mars.

### Opérations au sol (juin - octobre 2008)

#### Déploiement et mise en marche des instruments

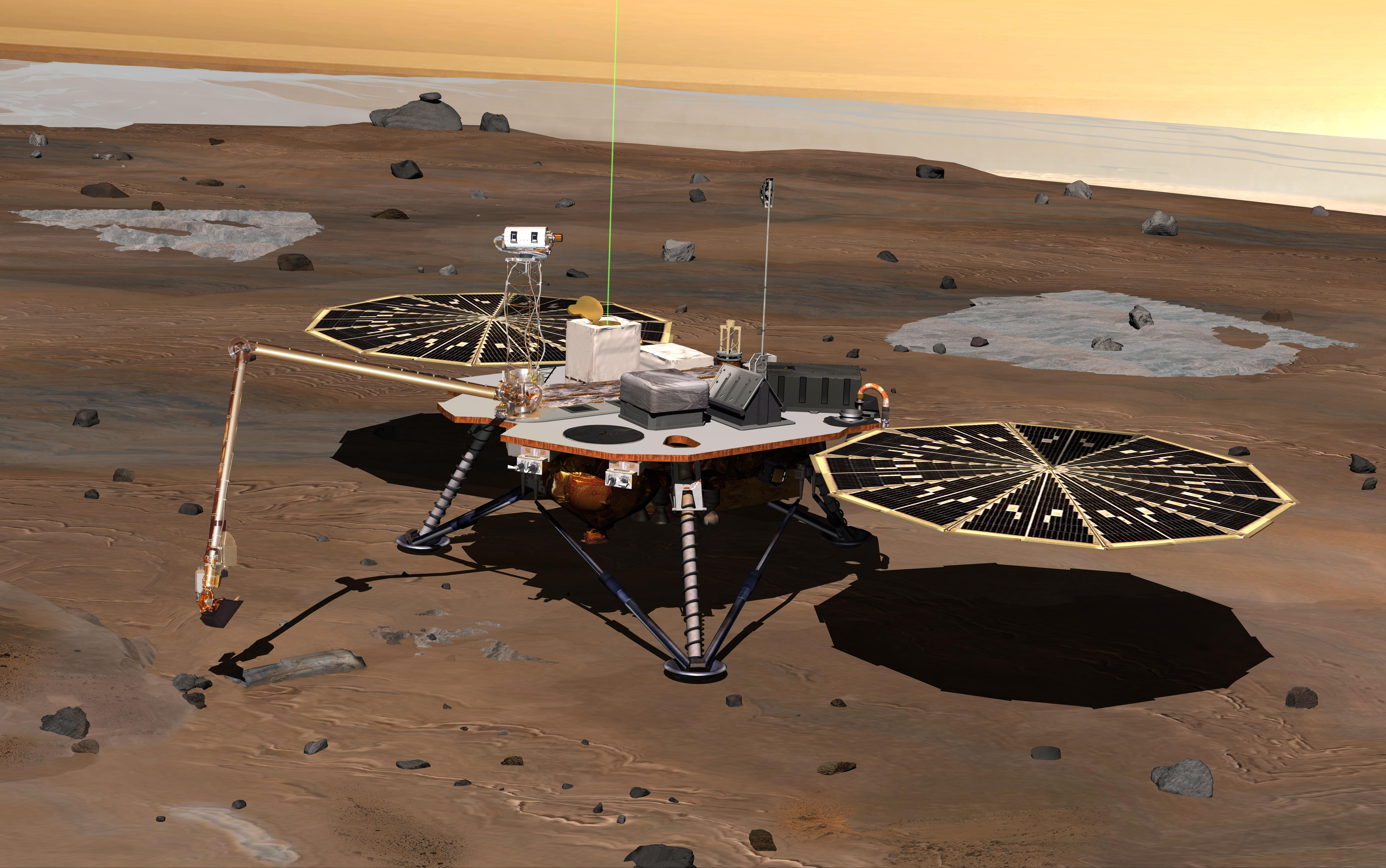
Vue d'ensemble de l'atterrisseur utilisant le bras robotique pour creuser une tranchée dans le sol (vue d'artiste).

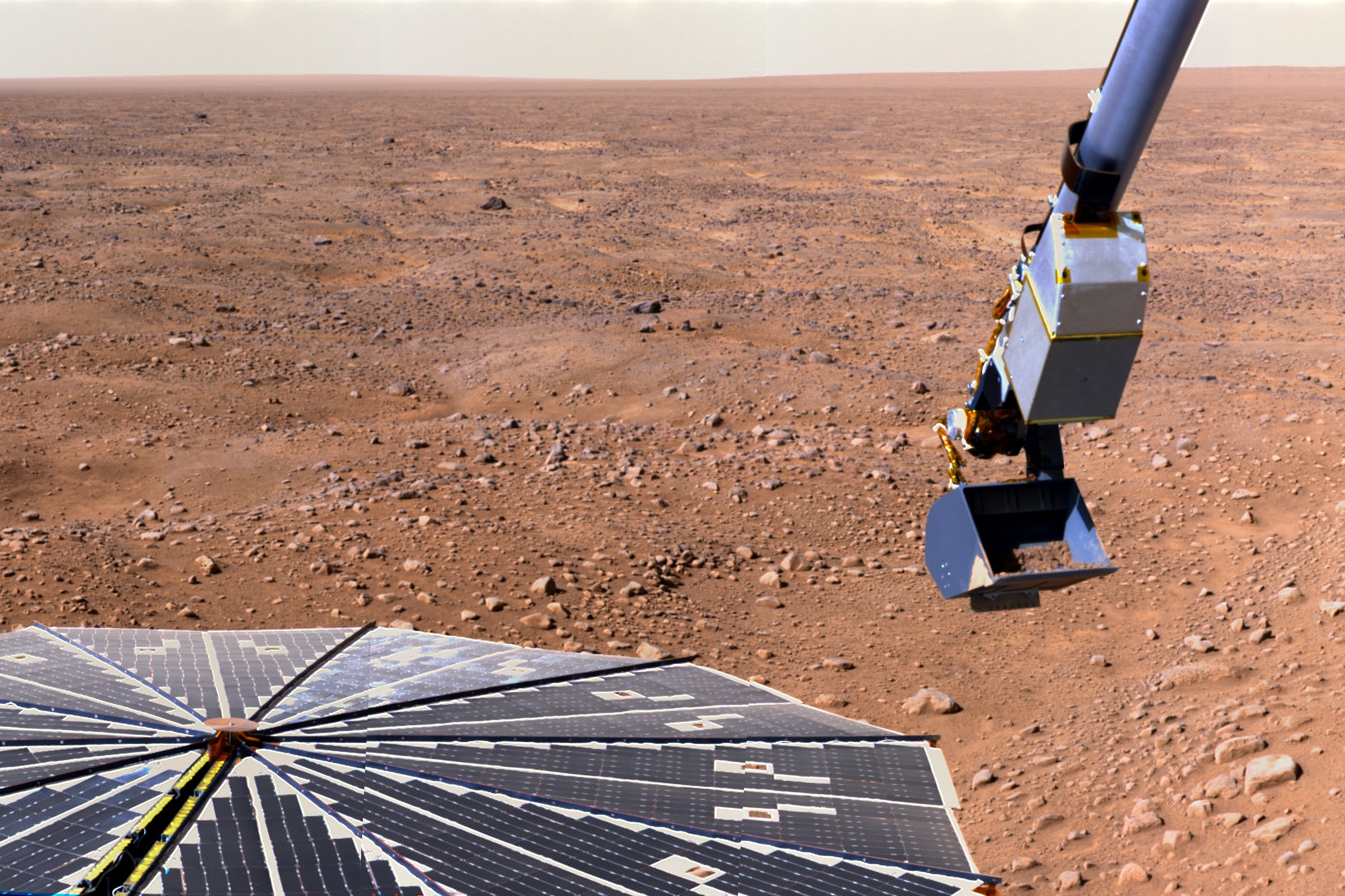
Panneau solaire de la sonde Phoenix et bras robotique de l'atterrisseur avec un échantillon dans le godet.

Dans l'hémisphère nord de Mars c'est la fin du printemps. Le solstice d'été est prévu le 25 juin. Dans cette région située à une latitude élevée (> 68°) le Soleil ne se couche jamais : le premier coucher de Soleil est prévu début septembre. Les panneaux solaires sont déployés 15 minutes après l'atterrissage pour donner le temps à la poussière de se déposer. Les panneaux solaires doivent permettre d'une part, de fournir de l'énergie aux instruments scientifiques et aux équipements du bord, mais également de maintenir la température des équipements de la sonde qui ne seraient pas capables de résister au froid ambiant. Les premières images sont envoyées deux heures après l'atterrissage une fois que les panneaux solaires ont commencé à recharger les batteries de l'atterrisseur. Le lendemain (sol 2), divers instruments sont déployés dont le bras robotisé. Le 30, la caméra située à l'extrémité du mât télescopique articulé observe le sol entre les pieds de la sonde : le souffle des rétrofusées ayant permis l'atterrissage a soulevé le sable, mettant à nu un matériau dur et clair, présentant localement des mini-cavités arrondies. Il s'agit vraisemblablement d'une plaque de glace. Peu après se mettent en place le mât météorologique et la caméra stéréo qui transmettent les premières images du site. Le paysage est le moins spectaculaire découvert sur Mars : uniformément plat, recouvert de petits cailloux et de sillons formant des structures polygonales qui s’étendent jusqu’à l’horizon. Déjà repérés par les sondes orbitant autour de Mars, ces polygones sont provoqués par l'alternance du gel et du dégel en cette région polaire.

#### Recueil des données scientifiques
Les ingénieurs ayant vérifié que tous les systèmes répondent normalement, le 2 juin, le bras télécommandé creuse une tranchée pour amener des échantillons dans les mini-laboratoires. Les photos montrent qu'une partie du sable adhère à la pelle. Le 6 (sol 9), Phoenix approfondit cette première tranchée (baptisée d'abord Knave of Hearts puis Dodo) et observe, au fond, une substance très claire. Une deuxième tranchée (Baby Bear) est ensuite creusée à droite de la première. Du 8 au 11 (sols 11 à 14), l'un des huit mini-fours, couplé à l'analyseur TEGA (Thermal and Evolved-Gas Analyzer) est rempli. Le 11, le bras robotisé livre au microscope des particules. Elles ont été extraites du sol grâce à un adhésif au silicone sur lequel elles restent collées. Les premiers résultats sont publiés le 12. Le 13 (sol 16), Phoenix creuse une nouvelle tranchée près des deux précédentes, de 35 cm de long, 22 cm de large et 8 cm de profondeur. L'ensemble sera appelé Dodo-Goldilocks. La substance blanche qui affleure sous le sol pulvérulent orange est toujours présente. Le 17 (sol 20), Phoenix creuse une nouvelle tranchée, Snow White, au centre de l'un de ces polygones qui caractérisent le sol.
Les 18 et 19, des problèmes de saturation de la mémoire informatique font perdre des données d'imagerie : celles concernant les résultats de la première analyse, grâce au mini-four TEGA, sont perdues. Le 20, la NASA publie deux images de Dodo-Goldilocks prises exactement avec le même angle de prise de vue et le même éclairement. Elles ont été prises respectivement les 15 et 19 juin. La substance blanche visible au fond de cette triple tranchée semble avoir légèrement diminuée. Le fait qu'elle se soit sublimée au fil de ces quatre jours exclut une nature saline. Les scientifiques en concluent qu'il s'agit de glace carbonique. Le 31 juillet (sol 34), cette hypothèse est confirmée grâce à l'analyse d'un échantillon prélevé et qui émet de la vapeur au contact de la chaleur. Durant toute sa période de vie, Phoenix creuse d'autres tranchées (La Mancha, Neverland, Cupboard, Pet Donkey...) (cf. la photo de Cupboard au sol 79 ), ce qui l'oblige à déplacer plusieurs quantités de terre (cf. la photo prise au sol 134 montrant un tas de cailloux résultant de la tranchée Pet Donkey). Ses activités se poursuivent durant plusieurs semaines, révélant la venue d'un hiver qui va mettre fin à ses activités (cf. par exemple une photo prise au sol 144 montrant le givre recouvrir la tranchée Snow White ). La sonde transmet sa dernière image durant le sol 151 : on y voit une fine couche de givre recouvrir l'ensemble du paysage.

#### Fin de la mission
L'hiver martien est particulièrement rigoureux au niveau des pôles sur Mars comme sur la Terre  à cause de la baisse importante du niveau d'éclairage et de la brièveté des jours. Le 27 octobre une tempête de poussière non prévue sévit sur la région et les batteries ne peuvent être rechargées ce qui fait passer l'atterrisseur en mode survie. À partir du 28 octobre, les panneaux solaires ne peuvent plus fournir assez d'énergie à la sonde pour lui permettre de fonctionner de manière normale et certaines résistances chauffantes sont désactivées pour permettre au minimum de faire fonctionner la caméra et la station météorologique afin de recueillir des données sur les premières manifestations de l'hiver et étudier la formation des dépôts glace de dioxyde de carbone. Faute de chauffage, la mise en œuvre de la pelleteuse est arrêtée. La température mesurée descend la nuit jusqu'à -100 °C tandis qu'en journée des nuages de glace et les tempêtes de poussière modérées réduisent la luminosité et donc l'énergie fournie par les panneaux solaires. Pour éviter l'épuisement complet des batteries au cours de la nuit, tous les équipements non indispensables sont éteints. Le 2 novembre, 152e jour de la mission, Phoenix envoie son dernier signal à la Terre,,.
Au cours du mois suivant les orbiteurs tentent de reprendre contact avec l'atterrisseur. La dernière tentative est effectuée le 30 novembre par Mars Odyssey. La sonde spatiale est considérée officiellement comme perdue, bien qu'un « mode Lazare », permettant de redémarrer l'électronique de la sonde au terme de l’hiver martien, ait été prévu. L'orbiteur Mars Reconnaissance Orbiter prend des photos du site d'atterrissage au début de l'été 2009. De nombreuses tentatives de réveil de la sonde spatiale sont effectuées par les orbiteurs martiens entre janvier et mai 2010 correspondant au solstice d'été. Aucune réponse n'est obtenue. Des photos prises par MRO montrent l'absence d'ombre sous l'un des deux panneaux solaires, indiquant que celui-ci s'est sans doute brisé au cours de l'hiver sous le poids de la glace de dioxyde de carbone qui s'est déposée. Toute trace du parachute a également disparu,.

## Résultats scientifiques
La mission a rempli tous les objectifs qui lui étaient assignés. Avec sa pelle mécanique Phoenix a creusé neuf tranchées mettant à découvert une couche de glace d'eau présente à faible profondeur. Il a analysé plusieurs échantillons du sol mettant en évidence la présence de carbonates et de perchlorates. Les caméras et un lidar ont permis d'observer des chutes de neige à haute altitude et le dépôt de couches de givre.

### Confirmation de la présence d'eau
L'existence de cette glace d'eau était déjà connue grâce aux observations de Mars Odyssey. Celles-ci sont confirmées in situ par les observations des instruments de Phoenix. Différentes photographies réalisées par Phoenix ont montré la disparition d'une matière blanche contenue dans une tranchée creusée par le bras robotisé de la sonde. La NASA a affirmé que cette matière est de la glace d'eau qui s'est sublimée à la suite de son exposition au soleil. Le 31 juillet 2008, la présence d'eau gelée dans le sol martien du pôle nord est confirmée, grâce à l'analyse d'un échantillon prélevé par le bras robotique de Phoenix, relevant des vapeurs dégagées par la chaleur.

### Découverte des perchlorates
L'analyse des échantillons du sol martien démontre la présence de quantités notables de perchlorates (1%) et de carbonates CaCO3  (3 à 5%).

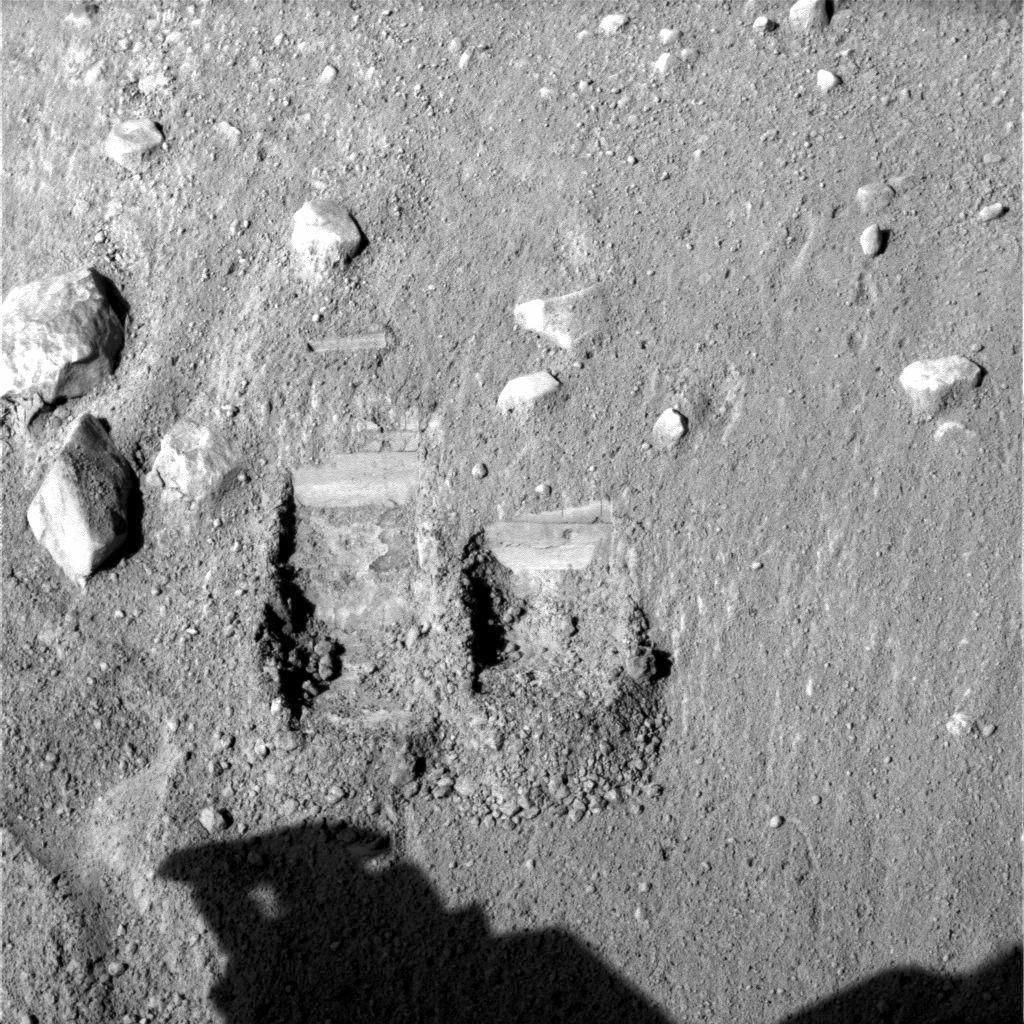
Les deux premières tranchées creusées par la pelle de Phoenix dans le sol martien.
Le matériau brillant découvert dans la tranchée disparut au bout de quatre jours : il s'agissait de glace, évaporée par sublimation après avoir été exposée.
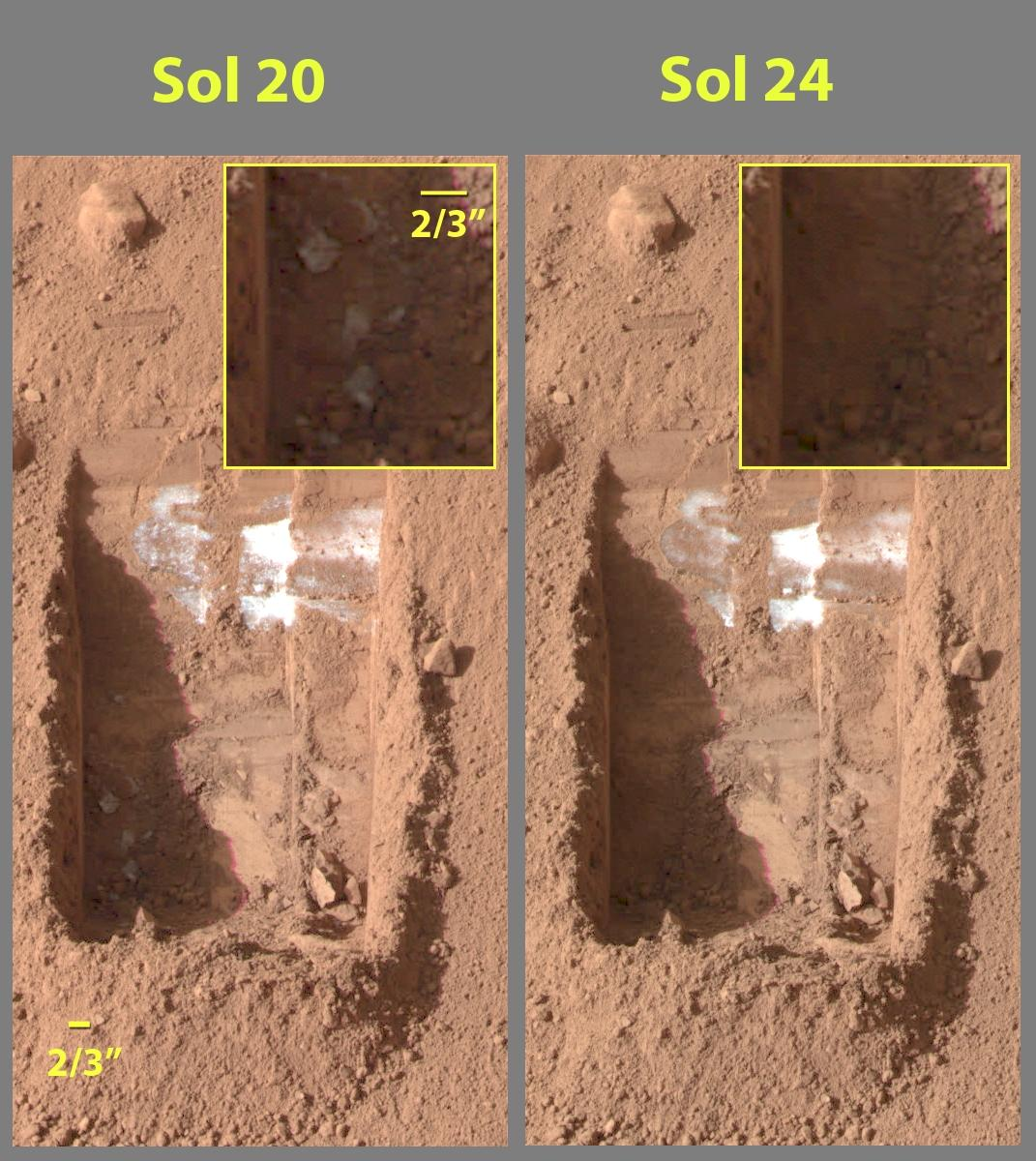
Version en couleur des photos montrant la sublimation de la glace.

### Observations météorologiques
Sur le plan météorologique, Phoenix a permis d'observer qu'à chaque printemps, une masse importante de glace polaire se sublime et forme des nuages de glace. L'atterrisseur a fourni des données sur la formation, la durée et le mouvement des nuages, du brouillard et autres tempêtes de poussières. Il a également fourni des informations précieuses sur la vitesse du vent en surface. En revanche, les analyses des échantillons de sol n’ont pas retourné de résultat positif concernant la présence de matière organique.